# Rottweiler
Rottweiler[Nota] (em alemão:  Rottweiler Metzgerhund) é uma raça de cães molossos desenvolvida na Alemanha. Criada por açougueiros da região de Rottweil para o trabalho com o gado, logo tornou-se um eficiente cão de guarda e boiadeiro, e cão de tração. Devido à sua utilidade, tornou-se popular em todo o mundo ao decorrer do século XX. É uma raça descrita como de exemplares inteligentes, valentes e devotados. Fisicamente é um animal forte, de pelagem preta e curta, com marcações em castanho; é robusto e de estrutura compacta, que transparece força, agilidade e resistência.

## História
O rottweiler provavelmente descende de cães romanos (provavelmente o cão Molossus) e seus descendentes, que eram criados como cães de guarda e guardiões de rebanho. Esses cães imigraram com as legiões romanas através dos Alpes suíços, até chegarem nos arredores da Floresta negra no sudoeste da Alemanha, onde tiveram contato com os cães da região. Houve, então, uma miscigenação com os cães locais, dando origem à versão primitiva do que hoje chamamos de rottweiler. Esta versão primitiva e ancestral da raça que conhecemos hoje, possuía grande semelhança à raça grande boiadeiro suíço, a qual nos primórdios pode ter sido parte da mesma raça ou vice e versa. A tarefa principal deste novo cão alemão também era a condução e a guarda de grandes rebanhos, a lida com o gado, a tração de pequenas carroças com cargas de leite e carne e a proteção do dono e seu patrimônio. Os açougueiros tradicionalmente os mantinham e utilizavam estes cães para auxiliá-los nestas várias tarefas.
No final do século XIX, com a chegada das ferrovias, proibiu-se o transporte de rebanhos pelas estradas, e todos os chamados "cães de açougueiro" (cães de boiadeiro) foram quase totalmente extintos do país. Porém na cidade de Rottweil, fiéis admiradores destes cães reuniram-se buscando resgatar a raça através de uma única fêmea pura restante. O resgate deu-se através de cruzamentos bem selecionados com outros cães de tipo similar da região. Com o sucesso, posteriormente foi fundado um clube (que posteriormente deu origem ao ADRK nos anos 1920) em 1907 e a raça recebeu o nome de rottweiler por causa da cidade de Rottweil: seu primeiro nome em alemão foi "Rottweiler Metz-gerhund", sendo metz-gerhund "cão de açougueiro"; e rottweiler, o gentílico da cidade de Rottweil.
No início do século XX (1910), quando foram pesquisadas diversas raças para a função policial, o rottweiler foi avaliado e em pouco tempo demonstrou ser extraordinariamente adequado às tarefas do serviço policial. E por suas qualidades foi ganhando popularidade, permanecendo até hoje entre os cães de guarda mais populares do mundo.
O primeiro cão da raça a ser registrado no stud book foi Russ von Bruckenbuckel nascido em 1904, mas registrado apenas em 1907 com a fundação do DRK (Deutscher Rottweiler Klub) em 13 de janeiro do mesmo ano. O DRK foi o primeiro clube da raça rottweiler, mas acabou "extinto" após ser fundido com o IRK (Internationalen Rottweiler Klub) formando o ADRK (Algemeiner Deutscher Rottweiler Klub) em 3 de julho de 1921, que desde então é o clube oficial da raça e autoridade máxima sobre o rottweiler à nível mundial atualmente.

## No Brasil
Os primeiros exemplares da raça foram trazidos ao Brasil a partir do ano de 1967 no Rio de Janeiro. Mas o primeiro canil da raça em solo brasileiro só foi registrado em 1972 e chamava-se canil Alcobaça, também do Rio de Janeiro.
A raça ganhou popularidade no Brasil nos anos 1990, conhecido como um eficaz cão de guarda, aparecendo em filmes estrangeiros.

## Características físicas

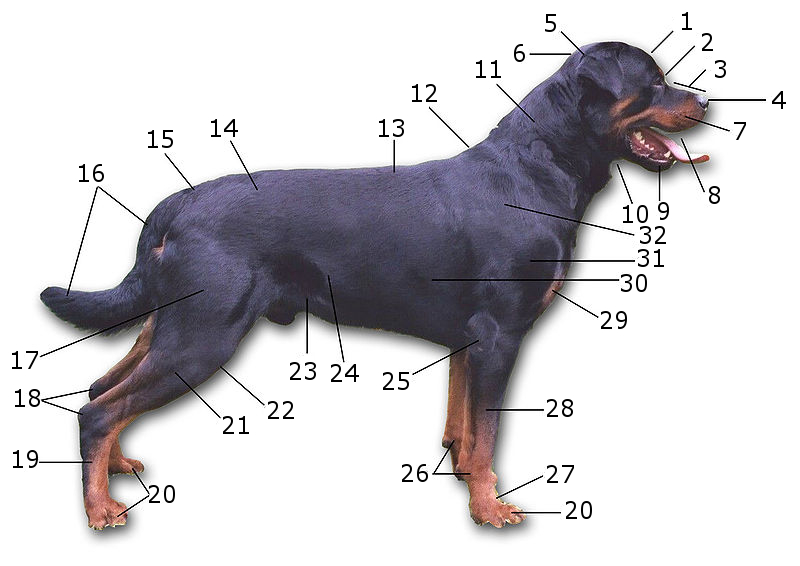
Anatomia de um cão rottweiler. Destaque para: 1 - Testa; 2 - Stop; 3 - Cana nasal; 7- Focinho; 29 - Antepeito, ponta do esterno.

É um cão robusto e forte de porte grande, de estrutura sólida e compacta, com peito largo e pescoço forte e musculoso. Suas narinas são sempre pretas. As orelhas são triangulares, pêndulas, e viradas para a frente. Possui lábios pretos e preferencialmente gengivas escuras. Sua pelagem é sempre preta com marcações bem delimitadas de cor castanha, localizadas nas seguintes regiões: um ponto acima de cada olho; uma faixa em cada lado do focinho, exceto na cana nasal, passando pela garganta; uma marca triangular em cada lado da ponta do esterno (ou seja, duas marcas triangulares no antepeito); uma marca em cada uma das quatro patas; e uma abaixo da cauda. O crânio é de comprimento médio e largo entre as orelhas, e a testa é arqueada vista de perfil com um stop bem definido. O focinho é de comprimento médio em relação ao crânio, com cana nasal reta. Sua mordedura é em tesoura. Os exemplares machos possuem entre 61 e 68 cm de altura na cernelha, enquanto que as fêmeas possuem entre 56 e 63 cm na cernelha. Contudo a altura ideal para machos é de 65 a 66 cm na cernelha; e para fêmeas é de 60 a 61 cm na cernelha. Quanto ao peso, os machos possuem em média 50 kg, e as fêmeas 42 kg. O corte de cauda não é mais comumente realizado.

## Temperamento

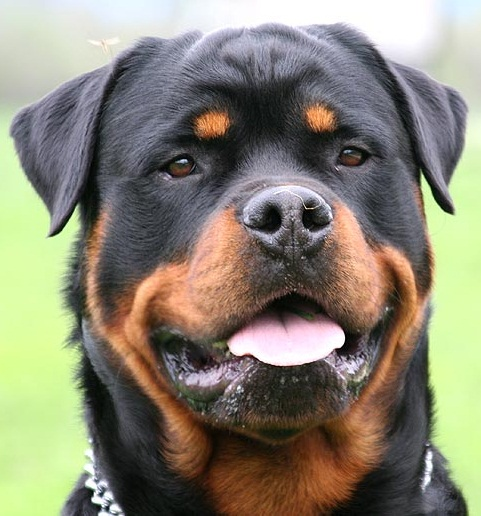
Detalhe face do cão rottweiler

O rottweiler é uma raça de cães de trabalho, conhecida por sua aptidão para guarda. Nos principais clubes que registram a raça na Europa, os exemplares de Rottweiler precisam passar por um teste conhecido pela sigla ZTP (sigla para Zuchttauglichkeitsprüfung), este teste é composto por uma avaliação morfológica e avaliação de caráter ou temperamento. Apenas os cães aprovados no ZTP recebem certificado que permite a reprodução, e assim os cães de qualidade média acima passam suas boas qualidades, tanto físicas quanto psicológicas, para que seus descendentes continuem aptos para executar a principal função da raça, a guarda e proteção.
O rottweiler trata-se de um cão inteligente, que necessita ser adestrado e socializado desde filhote. Devido a sua inteligência e versatilidade a raça tem sido muito aproveitada em trabalhos diversos. Os exemplares machos da raça costumam apresentar temperamento bastante dominante, portanto, sendo indicados para donos experientes e firmes. Além disso, a raça também é bastante territorial e desconfiada com estranhos, tendo grande aptidão para a guarda residencial.

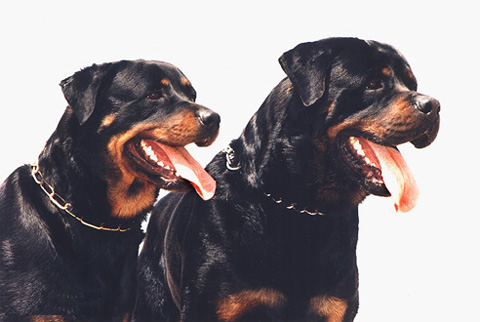
Casal de cães da raça rottweiler

É considerado um cão bastante equilibrado, e possui um instinto territorial muito aguçado. Ainda assim é uma raça tranquila com a família e muito apaixonada por seus proprietários. Outra grande qualidade da raça é a boa convivência com outros animais, contanto que da mesma forma como com a convivência com crianças, tenha sido socializado desde cedo. Os cães rottweiler quando são educados de uma maneira equivocada, por pessoas que não estão acostumadas com o manuseio de cães, principalmente de porte grande, podem acabar se tornando animais agressivos. Por isso a raça não é adequada para pessoas que não saibam assumir o controle e a liderança de seu cão. Outra peculiaridade da raça é que, eles necessitam realmente do convívio com seus proprietários, como são animais muito devotados, tendem a não lidar bem com o confinamento e a solidão.

## Saúde

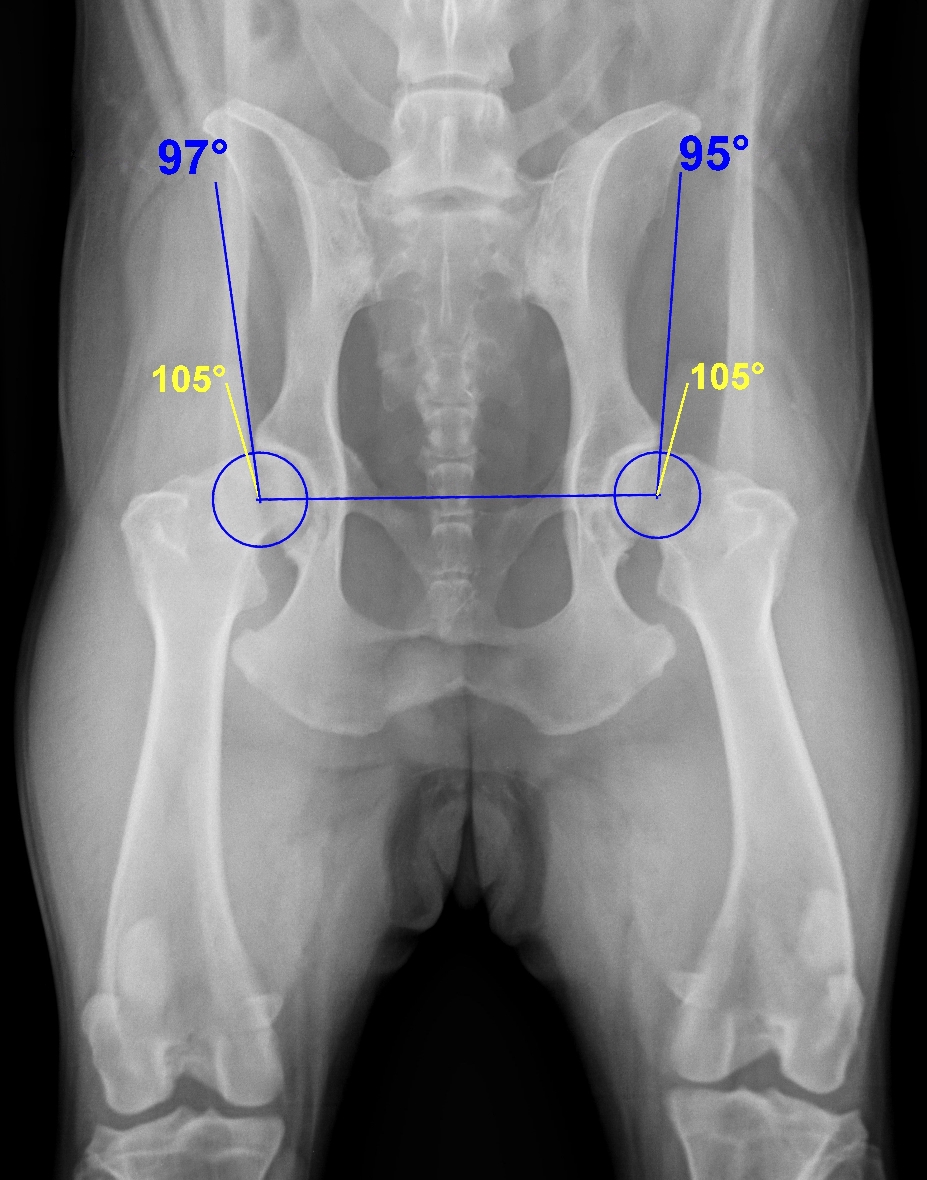
Exame radiológico de um Rottweiler com displasia

Apesar de geralmente ser um cão rústico, exemplares da raça rottweiler podem ser acometidos com maior frequência por três principais problemas de saúde: infecções que afetam o sistema gastro intestinal (á exemplo da parvovirose), principalmente quando bem jovens; câncer ósseo; e displasia coxofemoral, que é uma doença ortopédica de cunho hereditário.
As infecções que afetam o sistema gastro intestinal e a displasia coxofemoral podem ser precavidas, com um bom esquema vacinal e sanitário no caso do parvovírus; e com controle radiológico de reprodutores no caso da displasia coxofemoral.